# Liste des épisodes de Totally Spies!

Logo de la série Totally Spies!.

Cet article présente la liste des épisodes de la série télévisée d'animation française Totally Spies!.

## Diffusion
| Saison | Épisodes | France           | France            |
| Saison | Épisodes | Début de saison  | Fin de saison     |
| ------ | -------- | ---------------- | ----------------- |
| 1      | 26       | 3 novembre 2001  | 15 juin 2002      |
| 2      | 26       | 8 août 2003      | 19 septembre 2004 |
| 3      | 26       | 3 octobre 2004   | 31 juillet 2005   |
| 4      | 26       | 4 avril 2006     | 5 février 2007    |
| 5      | 26       | 15 avril 2007    | 10 février 2008   |
| 6      | 26       | 4 septembre 2013 | 3 octobre 2013    |
| 7      | 26       | 12 mai 2024      | NC                |
| 8      | 26       | NC               | NC                |

## Liste des épisodes

### Saison 1 (2001-2002)
| №  | #  | Titre original                     | Titre anglais                     | Diffusion des épisodes |
| -- | -- | ---------------------------------- | --------------------------------- | ---------------------- |
| 1  | 1  | On Connaît La Musique              | A Thing For Musicians             | 3 novembre 2001        |
| 2  | 2  | Reine D'Un Jour                    | Queen For A Day                   | 4 novembre 2001        |
| 3  | 3  | Le Nouveau Jerry                   | The New Jerry                     | 5 novembre 2001        |
| 4  | 4  | Vacances De Choc !                 | Get Away                          | 10 novembre 2001       |
| 5  | 5  | Alerte Au Blob                     | The Eraser                        | 17 novembre 2001       |
| 6  | 6  | Amour, Espionnes et Moyen-Âge      | Stuck In The Middle Ages With You | 1er décembre 2001      |
| 7  | 7  | Enlèvements                        | Abductions                        | 8 décembre 2001        |
| 8  | 8  | Un Jeu D'Enfant                    | Child's Play                      | 15 décembre 2001       |
| 9  | 9  | Les Fugitives                      | The Fugitives                     | 5 janvier 2002         |
| 10 | 10 | Top Modèles De Choc                | Model Citizens                    | 12 janvier 2002        |
| 11 | 11 | L'Île Des Gladiateurs              | Spy Gladiators                    | 19 janvier 2002        |
| 12 | 12 | Les Espionnes De La Silicon Valley | Silicon Valley Girls              | 26 janvier 2002        |
| 13 | 13 | Cookies Délices                    | Passion Patties                   | 9 février 2002         |
| 14 | 14 | Modèles Réduits                    | Shrinking                         | 2 mars 2002            |
| 15 | 15 | L'Invasion Des Extraterrestres     | Aliens                            | 9 mars 2002            |
| 16 | 16 | L'Île Sauvage                      | Wild Style                        | 16 mars 2002           |
| 17 | 17 | Les Veuves Noires                  | The Black Widows                  | 23 mars 2002           |
| 18 | 18 | Le Petit Ami De Sam                | Evil Boyfriend                    | 30 mars 2002           |
| 19 | 19 | Jeux Dangereux                     | Game Girls                        | 6 avril 2002           |
| 20 | 20 | Double Jeu                         | Spy vs. Spy                       | 13 avril 2002          |
| 21 | 21 | Vous Croyez À La Magie ?           | Do You Believe in Magic?          | 20 avril 2002          |
| 22 | 22 | À Bas Les Clients !                | Malled                            | 27 avril 2002          |
| 23 | 23 | La Fontaine De Jouvence            | Soul Collector                    | 18 mai 2002            |
| 24 | 24 | Les Robots Attaquent               | Man or Machine                    | 25 mai 2002            |
| 25 | 25 | Retour À L'Ère Glaciaire           | The Iceman Cometh                 | 1er juin 2002          |
| 26 | 26 | Une Espionne Est Née               | A Spy Is Born                     | 15 juin 2002           |

### Saison 2 (2003-2004)
| №  | #  | Titre original                  | Titre anglais                 | Diffusion des épisodes |
| -- | -- | ------------------------------- | ----------------------------- | ---------------------- |
| 27 | 1  | Une Espionne Est Née - Partie 2 | A Spy Is Born Part II         | 8 août 2003            |
| 28 | 2  | Ma Meilleure Momie              | I Want My Mummy               | 13 août 2003           |
| 29 | 3  | Le Salon De Coiffure Maléfique  | Evil Hair Salon               | 14 août 2003           |
| 30 | 4  | Dans La Peau De Jerry           | The Yuck Factor               | 15 août 2003           |
| 31 | 5  | La Règle Du Jeu                 | It's How You Play the Game    | 18 août 2003           |
| 32 | 6  | Espionnes Au Soleil             | Here Comes The Sun            | 19 août 2003           |
| 33 | 7  | Un Parfum Diabolique            | Green with N.V.               | 20 août 2003           |
| 34 | 8  | Le Boys Band Fou                | Boys Bands Will Be Boys Bands | 21 août 2003           |
| 35 | 9  | Surf D'Enfer                    | I Dude                        | 22 août 2003           |
| 36 | 10 | Très Chères Mamans              | Mommies Dearest               | 25 août 2003           |
| 37 | 11 | Zooneyland                      | Zooney World                  | 26 août 2003           |
| 38 | 12 | La Fille Du Président           | First Brat                    | 24 septembre 2003      |
| 39 | 13 | Catch !                         | W.O.W.                        | 19 avril 2004          |
| 40 | 14 | Rave Academy                    | Stark Raving Mad              | 20 avril 2004          |
| 41 | 15 | Totally Stars                   | Starstruck                    | 21 avril 2004          |
| 42 | 16 | S.P.I.                          | S.P.I.                        | 22 avril 2004          |
| 43 | 17 | Créatures Féroces               | Animal World                  | 23 avril 2004          |
| 44 | 18 | Camping Sauvage                 | Nature Nightmare              | 26 avril 2004          |
| 45 | 19 | Alex Démissionne                | Alex Quits                    | 27 avril 2004          |
| 46 | 20 | Sens Dessus Dessous             | Totally Switched              | 28 avril 2004          |
| 47 | 21 | La Classe De Neige              | Ski Trip                      | 29 avril 2004          |
| 48 | 22 | L'Ascenseur Fou                 | The Elevator                  | 30 avril 2004          |
| 49 | 23 | Le Garçon Parfait               | Matchmaker                    | 3 mai 2004             |
| 50 | 24 | Qui Veut Gagner Des Espionnes ? | Brain Drain                   | 4 mai 2004             |
| 51 | 25 | Victimes De La Mode             | Fashion Faux Pas              | 5 mai 2004             |
| 52 | 26 | Un Joujou D'Enfer               | Toying Around                 | 19 septembre 2004      |

### Saison 3 (2004-2005)
| №      | #      | Titre original                      | Titre anglais              | Diffusion des épisodes |
| ------ | ------ | ----------------------------------- | -------------------------- | ---------------------- |
| 53     | 1      | Sans Dessus Dessous                 | Physics 101 Much?          | 3 octobre 2004         |
| 54     | 2      | Le Cirque De La Peur                | Freaky Circus Much?        | 10 octobre 2004        |
| 55     | 3      | Cybermaniaque                       | Computer Creep Much?       | 17 octobre 2004        |
| 56     | 4      | La Menace De L'Espace               | Space Much?                | 7 novembre 2004        |
| 57     | 5      | Le Café De L'Angoisse               | Evil Coffee Shop Much?     | 14 novembre 2004       |
| 58     | 6      | Disco Spies                         | Forward To The Past        | 21 novembre 2004       |
| 59     | 7      | La Menace Des Gladiateurs           | Planet of The Hunks        | 28 novembre 2004       |
| 60     | 8      | Panique À Beverly High              | Morphing Is So 1987        | 5 décembre 2004        |
| 61     | 9      | L'Effet Musclor                     | The Incredible Bulk        | 12 décembre 2004       |
| 62     | 10     | Supernaze                           | Super Nerd Much?           | 19 décembre 2004       |
| 63     | 11     | Panique Chez Le Dentiste            | Dental? More Like Mental?  | 6 mars 2005            |
| 64     | 12     | Révolte Au WOOHP                    | Escape From WOOHP Island   | 13 mars 2005           |
| 65     | 13     | Le Camp Des Stars                   | Scam Camp Much?            | 20 mars 2005           |
| 66     | 14     | Le Noël De L'Angoisse               | Evil G.L.A.D.I.S. Much?    | 27 mars 2005           |
| 67     | 15     | Super Spy                           | Super Agent Much?          | 3 avril 2005           |
| 68     | 16     | Y a-T-il Un Maniaque Dans L'Avion ? | Evil Airlines Much?        | 10 avril 2005          |
| 69     | 17     | Les Insectes Attaquent              | Creepy Crawly Much?        | 17 avril 2005          |
| 70     | 18     | Action Vérité                       | Truth or Scare             | 24 avril 2005          |
| 71     | 19     | Le Gourou Fou                       | Feng Shui Is Like So Passe | 1 mai 2005             |
| 72     | 20     | Coup De Foudre À Haut Risque        | Evil Valentine's Day       | 8 mai 2005             |
| 73     | 21     | L'Esprit D'Halloween                | Halloween                  | 9 mai 2005             |
| 74     | 22     | Super Yoga ?                        | Power Yoga Much?           | 22 mai 2005            |
| 75     | 23     | Le Laveur De Cerveau                | Head Shrinker Much?        | 29 mai 2005            |
| 767778 | 242526 | Une Promotion D'Enfer               | Evil Promotion Much?       | 31 juillet 2005        |

### Saison 4 (2006-2007)
| №   | #  | Titre original                     | Titre anglais                        | Diffusion des épisodes |
| --- | -- | ---------------------------------- | ------------------------------------ | ---------------------- |
| 79  | 1  | Triplés De Rêve                    | The Dream Teens                      | 3 avril 2006           |
| 80  | 2  | Le Choc Du Futur !                 | Futureshock!                         | 4 avril 2006           |
| 81  | 3  | Perdues Dans Le Temps              | I Hate The Eighties                  | 5 avril 2006           |
| 82  | 4  | Un Monde Parfait                   | The O.P.                             | 6 avril 2006           |
| 83  | 5  | Alex Déménage !                    | Alex Gets Schooled                   | 7 avril 2006           |
| 84  | 6  | Mime Toi De Tes Affaires           | Mime Your Own Business               | 10 avril 2006          |
| 85  | 7  | Méga Mandy !!!                     | Attack of The 50 Ft. Mandy           | 11 avril 2006          |
| 86  | 8  | Frères Ennemis                     | Evil Jerry                           | 12 avril 2006          |
| 87  | 9  | Jerry Superstar                    | 0067                                 | 13 avril 2006          |
| 88  | 10 | Arnold Le Magnifique               | Arnold The Great                     | 14 avril 2006          |
| 89  | 11 | Une Manucure D'Enfer               | Mani-Maniac Much?                    | 17 avril 2006          |
| 90  | 12 | Une Croisière Sans Fin             | Déjà Cruise                          | 18 avril 2006          |
| 91  | 13 | Bouquets Piégés                    | Evil Bouquets Are So Passe           | 19 avril 2006          |
| 92  | 14 | Princesse D'Enfer                  | Evil Heiress Much?                   | 20 avril 2006          |
| 93  | 15 | Sis Kaboom Bah !                   | Sis-KaBOOM-Bah!                      | 21 avril 2006          |
| 94  | 16 | Totalement Givré !                 | Evil Ice Cream Man Much?             | 5 mai 2006             |
| 95  | 17 | La Beauté Plastiquée               | Beauty Is Skin Deep                  | 26 juin 2006           |
| 96  | 18 | Totalement Pas Spies (1ère Partie) | Like, So Totally Not Spies - Part I  | 5 juillet 2006         |
| 97  | 19 | Totalement Pas Spies (2ème Partie) | Like, So Totally Not Spies - Part II | 12 juillet 2006        |
| 98  | 20 | Un Ennemi Trop Craquant            | The Suavest Spy                      | 5 août 2006            |
| 99  | 21 | Foot De Fou !                      | Spy Soccer                           | 6 août 2006            |
| 100 | 22 | Les Spies À La Ferme               | Spies on the Farm                    | 9 août 2006            |
| 101 | 23 | Les Spies Dans L'Espace            | Spies in Space                       | 15 août 2006           |
| 102 | 24 | Totalement Grillées (1ère Partie)  | Totally Busted! - Part I             | 1 février 2007         |
| 103 | 25 | Totalement Grillées (2ème Partie)  | Totally Busted! - Part II            | 2 février 2007         |
| 104 | 26 | Totalement Grillées (3ème Partie)  | Totally Busted! - Part III           | 5 février 2007         |

### Saison 5 (2007-2008)
| №   | #  | Titre original               | Titre anglais                | Diffusion des épisodes |
| --- | -- | ---------------------------- | ---------------------------- | ---------------------- |
| 105 | 1  | Le Lycée Éternel             | Evil Graduation              | 15 Avril 2007          |
| 106 | 2  | La Colocataire Diabolique    | Evil Roommate                | 12 Septembre 2007      |
| 107 | 3  | Un Cours Diabolique          | Evil Professor               | 19 septembre 2007      |
| 108 | 4  | Super Mamie                  | The Granny                   | 26 Septembre 2007      |
| 109 | 5  | Le Nouveau Petit Ami         | Another Evil Boyfriend       | 3 octobre 2007         |
| 110 | 6  | Le Retour De Géraldine       | Return of Geraldine          | 10 octobre 2007        |
| 111 | 7  | Le Clan Des Diaboliques      | Evil Sorority                | 17 octobre 2007        |
| 112 | 8  | Des Gymnastes D'Enfer        | Evil Gymnasts                | 24 octobre 2007        |
| 113 | 9  | Pizzaïolos D'Enfer           | Evil Pizza Guys              | 7 novembre 2007        |
| 114 | 10 | Une Mode D'Enfer             | Evil Shoe Designer           | 14 novembre 2007       |
| 115 | 11 | Attaque Virtuelle            | Virtual Stranger             | 21 novembre 2007       |
| 116 | 12 | Aéro Woohp !                 | WOOHPersize Me!              | 28 novembre 2007       |
| 117 | 13 | L'Hôtel Des Abysses          | Evil Hotel                   | 5 décembre 2007        |
| 118 | 14 | Totally Mystère !            | Totally Mystery Much?        | 12 décembre 2007       |
| 119 | 15 | L'Attaque Du Sushi Géant     | Evil Sushi Chef              | 26 décembre 2007       |
| 120 | 16 | Miss Mic-Mac                 | Miss Spirit Fingers          | 2 janvier 2008         |
| 121 | 17 | Le Monde Des Mimes           | Mime World                   | 3 janvier 2008         |
| 122 | 18 | La Mascotte Infernale        | Evil Mascot                  | 4 janvier 2008         |
| 123 | 19 | Coup De Théâtre              | The Show Must Go On… Or Else | 7 janvier 2008         |
| 124 | 20 | Zéro Le Héros                | Zero to Hero                 | 8 janvier 2008         |
| 125 | 21 | Woohp Tastic !               | WOOHP-tastic!                | 9 janvier 2008         |
| 126 | 22 | Totalement Pas Groove        | So Totally Not Groove-y      | 10 janvier 2008        |
| 127 | 23 | Ho-Ho-Ho-Non                 | Ho-ho-ho-No!                 | 11 janvier 2008        |
| 128 | 24 | Totalement Crado !           | Totally Icky!                | 14 janvier 2008        |
| 129 | 25 | Totally Fini ? (1ère Partie) | Totally Dunzo - Part I       | 3 février 2008         |
| 130 | 26 | Totally Fini ? (2ème Partie) | Totally Dunzo - Part II      | 10 février 2008        |

### Saison 6 (2013)
| №   | #  | Titre original                   | Titre anglais                   | Diffusion des épisodes |
| --- | -- | -------------------------------- | ------------------------------- | ---------------------- |
| 131 | 1  | Mandybook                        | The Anti-Social Network         | 4 septembre 2013       |
| 132 | 2  | Une Vie De Chat                  | Nine Lives                      | 4 septembre 2013       |
| 133 | 3  | Jeux Vidéo Zéro                  | Vide-o-no!                      | 4 septembre 2013       |
| 134 | 4  | Super Méga Dance Show            | Super Mega Dance Party Yo!      | 5 septembre 2013       |
| 135 | 5  | Miss à tous prix                 | Pageant Problems                | 6 septembre 2013       |
| 136 | 6  | Tel est pris qui croyait prendre | Grabbing the Bully by the Horns | 9 septembre 2013       |
| 137 | 7  | Mariages et Sabotages            | The Wedding Crasher             | 10 septembre 2013      |
| 138 | 8  | Célébrité Volée                  | Celebrity Swipe!                | 11 septembre 2013      |
| 139 | 9  | Les Délices de grand-mère        | Super Sweet Cupcake Company     | 12 septembre 2013      |
| 140 | 10 | Le Cœur éternel                  | The Dusk of Dawn                | 13 septembre 2013      |
| 141 | 11 | Duel au concours canin           | Dog Show Showdown!              | 16 septembre 2013      |
| 142 | 12 | La Fureur des poupées Mandy      | Mandy Doll Mania!               | 17 septembre 2013      |
| 143 | 13 | Patineuse d'Enfer                | Evil Ice Skater                 | 18 septembre 2013      |
| 144 | 14 | Abominables Décorations !        | Inferior Designer!              | 19 septembre 2013      |
| 145 | 15 | À l'abordage !                   | WOOHP-Ahoy!                     | 20 septembre 2013      |
| 146 | 16 | Trent se rebelle                 | Trent Goes Wild                 | 23 septembre 2013      |
| 147 | 17 | La Chute du skateur              | Little Dude                     | 24 septembre 2013      |
| 148 | 18 | Qui est qui ?                    | Totally Switched Again!         | 25 septembre 2013      |
| 149 | 19 | Poudre de clowns                 | Clowning Around!                | 26 septembre 2013      |
| 150 | 20 | Astro mais pas trop !            | Astro-Not!                      | 27 septembre 2013      |
| 151 | 21 | Dirigeable en déroute            | Baddies on a Blimp              | 30 septembre 2013      |
| 152 | 22 | La Loi de la jungle              | Jungle Boogie                   | 1 octobre 2013         |
| 153 | 23 | Télé Danger OK                   | Danger TV                       | 2 octobre 2013         |
| 154 | 24 | Espionnes en solo                | Solo Spies!                     | 3 octobre 2013         |
| 155 | 25 | Totalement Versailles (Partie 1) | So Totally Versailles! Part I   | 19 juin 2014           |
| 156 | 26 | Totalement Versailles (Partie 2) | So Totally Versailles! Part II  | 23 juin 2014           |

### Saison 7 (2024-2025)
| №   | #  | Titre original                         | Titre anglais                  | Diffusion des épisodes |
| --- | -- | -------------------------------------- | ------------------------------ | ---------------------- |
| 157 | 1  | Pandapocalypse                         | Frankenpanda                   | 12 mai 2024            |
| 158 | 2  | Quand c'est trop, c'est Troll !        | Totally Trolling, Much?        | 19 mai 2024            |
| 159 | 3  | Totalement talentueuses                | Totally Talented               | 26 mai 2024            |
| 160 | 4  | Invasion de grosses bestioles gluantes | Creepy Crawly Creature Catcher | 2 juin 2024            |
| 161 | 5  | Fromage et lune de miel                | Mega Moon Cheese               | 9 juin 2024            |
| 162 | 6  | Attention : ceci n'est pas un test     | It's Totally a Test            | 16 juin 2024           |
| 163 | 7  | Espionnes à l'ancienne                 | Vintage                        | 23 juin 2024           |
| 164 | 8  | Alerte chat-pardeurs                   | Totally Pawsome                | 30 juin 2024           |
| 165 | 9  | Pel'âge de glace                       | What Woolly Mammoth            | 1er septembre 2024     |
| 166 | 10 | La chasse au dahu                      | The Dah-who?                   | 1er septembre 2024     |
| 167 | 11 | Copie-compost                          | It Takes a Slob                | 8 septembre 2024       |
| 168 | 12 | Les abominables joujous                | Terrible Toddler Toys          | 15 septembre 2024      |
| 169 | 13 | Presque totalement méchantes           | Undercover Supervillains       | 22 septembre 2024      |
| 170 | 14 | Un stage trop immersif                 | Over-Simulated                 | 29 septembre 2024      |
| 171 | 15 | Alerte pestilence                      | Stink-O-Rama                   | 6 octobre 2024         |
| 172 | 16 | Anguille sous roche                    | Something's Fishy              | 13 octobre 2024        |
| 173 | 17 | Cœurs de pierres                       | Cyber Sweetheart               | 20 octobre 2024        |
| 174 | 18 | La menace des citrouilles volantes     | Pumpkin Particle Peril         | 27 octobre 2024        |
| 175 | 19 | Mystère à bord du Woohp Express        | Mystery on the WOOHP Express   | 3 novembre 2024        |
| 176 | 20 | La grosse rata-trouille                | The Wild Life                  | 10 novembre 2024       |
| 177 | 21 | Le monde de Mandy                      | Mandy's Mind-Blowing Mainframe | nc                     |
| 178 | 22 | Toutou mais pas ça                     | A Dog Gone Day                 | nc                     |
| 179 | 23 | Mission Mei Lin                        | Giltterspy                     | nc                     |
| 180 | 24 | Espionnes en tournée                   | Oldies and Goodies             | nc                     |
| 181 | 25 | Coup de tonnerre sur le Woohp          | Locked in Space                | nc                     |
| 182 | 26 | Woohp là là                            | Forever Liptastic              | nc                     |